# Hot House (album)
Hot house to wydany w 1995 roku album amerykańskiego muzyka Bruce Hornsby. Jest to jego drugi z trzech solowych albumów i piąty ogólnie.

## Lista utworów
Autorem wszystkich utworów jest Bruce Hornsby
1. "Spider Fingers"
2. "White Wheeled Limousine"
3. "Walk in the Sun"
4. "The Changes"
5. "The Tango King"
6. "Big Rumble"
7. "Country Doctor"
8. "The Longest Night"
9. "Hot House Ball"
10. "Swing Street"
11. "Cruise Control"

## Muzycy
- Bruce Hornsby
- Jimmy Haslip
- J. V. Collier
- John Molo
- J. T. Thomas
- Debbie Henry
- John D'earth
- Bobby Read